# Pasta nuclear

Sección transversal de una estrella de neutrones

En astrofísica y física nuclear, la pasta nuclear es un tipo teórico de materia degenerada que se postula que existe dentro de la corteza de las estrellas de neutrones. De existir, la pasta nuclear sería uno de los materiales más fuerte del universo. Entre la superficie de una estrella de neutrones y el plasma de quarks-gluones en el núcleo, con densidades de materia de 10 14 g/cm 3, la atracción nuclear y las fuerzas de repulsión de Coulomb son de magnitud similar. La competencia entre las fuerzas conduce a la formación de una variedad de estructuras complejas ensambladas a partir de neutrones y protones. Los astrofísicos llaman a este tipo de estructuras "pasta nuclear" porque la geometría de las estructuras se asemeja a varios tipos de pasta.

## Formación
Las estrellas de neutrones se forman como restos de estrellas masivas después de un evento de supernova. A diferencia de su estrella progenitora, las estrellas de neutrones no consisten en un plasma gaseoso. Más bien, la intensa atracción gravitatoria de la masa compacta supera la presión de degeneración de los electrones y hace que se produzca la captura electrónica dentro de la estrella. El resultado es una bola compacta de materia de neutrones casi pura con escasos protones y electrones intercalados, llenando un espacio varios miles de veces más pequeño que la estrella progenitora.
En la superficie, la presión es lo suficientemente baja como para que los núcleos convencionales, como el helio y el hierro, puedan existir independientemente unos de otros y no se aplasten entre sí debido a la repulsión mutua de Coulomb de sus núcleos. En el núcleo, la presión es tan grande que esta repulsión de Coulomb no puede soportar núcleos individuales, y debería existir alguna forma de materia ultradensa, como el teorizado plasma de quarks-gluones. 
La presencia de una pequeña población de protones es esencial para la formación de pasta nuclear. La atracción nuclear entre protones y neutrones es mayor que la atracción nuclear de dos protones o dos neutrones. Al igual que los neutrones actúan para estabilizar los núcleos pesados de los átomos convencionales frente a la repulsión eléctrica de los protones, los protones actúan para estabilizar las fases de pasta. La competencia entre la repulsión eléctrica de los protones, la fuerza de atracción entre los núcleos y la presión a diferentes profundidades en la estrella conducen a la formación de pasta nuclear.

### Fases
Si bien no se ha observado pasta nuclear en una estrella de neutrones, se teoriza que sus fases existen en la corteza interna de las estrellas de neutrones, formando una región de transición entre la materia convencional en la superficie y la materia ultradensa en el núcleo. Se espera que todas las fases sean amorfas con una distribución de carga heterogénea. Hacia la parte superior de esta región de transición, la presión es lo suficientemente grande como para que los núcleos convencionales se condensen en colecciones semiesféricas mucho más masivas. Estas formaciones serían inestables fuera de la estrella, debido a su alto contenido de neutrones y tamaño, que puede variar entre decenas y cientos de nucleones. Esta fase semiesférica se conoce como fase de ñoquis.
Cuando la fase de los ñoquis se comprime, como sería de esperar en las capas más profundas de la corteza, la repulsión eléctrica de los protones en los ñoquis no es suficiente para sustentar la existencia de las esferas individuales, y se trituran en largas varillas que, a su vez, dependiendo de su longitud, pueden contener muchos miles de nucleones. Estas varillas se conocen como la fase de espagueti . Una mayor compresión hace que las varillas de la fase de espagueti se fusionen y formen láminas de materia nuclear llamadas fase de lasaña. Una mayor compresión de la fase de lasaña produce la materia nuclear uniforme del núcleo externo. Progresando más profundamente en la corteza interna, esos agujeros en la pasta nuclear cambian de ser cilíndricos, llamados por algunos fase bucatini o fase antispaghetti, a agujeros esféricos dispersos, que pueden llamarse fase de queso suizo. Los núcleos desaparecen en la interfaz corteza-núcleo, pasando al núcleo líquido de neutrones de la estrella.
Para una estrella de neutrones típica de 1,4 masas solares ( M  ) y 12 km de radio, la capa de pasta nuclear en la corteza puede ser de unos 100 m de espesor y tienen una masa de alrededor de 0,01 M  En términos de masa, esta es una porción significativa de la corteza de una estrella de neutrones.